# José Martí y Monsó
José Martí y Monsó (Valencia, 1840-Valladolid, 1912) fue un pintor, profesor, académico e investigador español, uno de los más relevantes estudiosos de historia del arte en Castilla y de la Semana Santa de Valladolid.

## Biografía

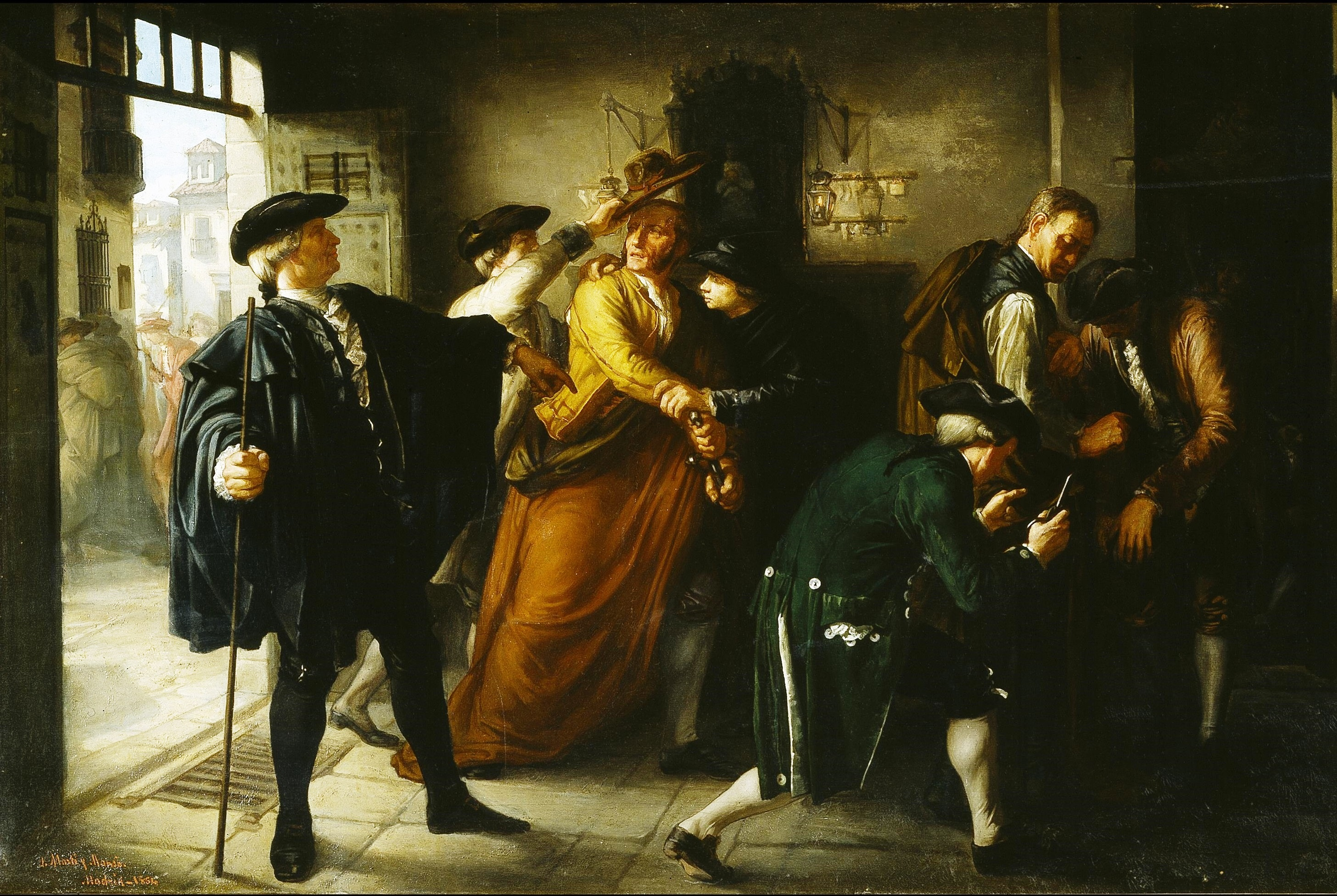
Un episodio del motín de Esquilache, obra de José Martí que obtuvo una mención honorífica en la Exposición Nacional de 1864.

Nacido en Valencia, muy temprano se instaló en Madrid y se incorporó a la Escuela de Bellas Artes de San Fernando. Tuvo como profesores a Luis Ferrant y Federico de Madrazo. Simultáneamente, asistió al estudio del pintor Antonio Gómez Cros. Desde el año 1860, participó en las Exposiciones Nacionales de Bellas Artes, consiguiendo una mención honorífica especial en la edición de 1864 con la obra Un episodio del motín de Esquilache, y una medalla de tercera clase por La vendimia en 1866. En 1873, comenzó a compaginar su dedicación pictórica con la carrera de profesor, llegando a ser director de la Escuela de Artes y Oficios de Valladolid en 1873. Fue escogido como conservador del Museo de Valladolid. y, en 1874, asumió la dirección del Museo Provincial de Bellas Artes hasta su fallecimiento.
En 1900 fue elegido académico de la Real Academia de Bellas Artes. Fue el primer historiador que trató modernamente los archivos de las cofradías de la Semana Santa de Valladolid.
Autor del Catálogo provisional del Museo de Pintura y Escultura de Valladolid (1874), el primero en su género. Se dedicó a la pintura de género, de historia y del retrato, pero al término de su vida se empleó fundamentalmente a la investigación en cuestiones de historia del arte, que alcanzaría la cumbre con la obra Estudios histórico-artísticos relativos a Valladolid (1898-1901), donde estudiaba y dibujaba los pasos históricos de su Semana Santa.
Fue colaborador de Castilla artística e histórica, boletín de la Sociedad Castellana de Excursiones, iniciativa de Narciso Alonso Cortés. Falleció el 14 de diciembre de 1912 en Valladolid.

## Obras académicas
- Estudios histórico-artísticos relativos principalmente a Valladolid, basados en la investigación de diversos archivos (1898-1901)[5]